# Visual Fan
Visual Fan — компания производитель и дистрибьютор электронной продукции в Румынии.
Компания вышла на рынок в 2002 году, продавая телевизоры и DVD плееры под брендом «Allview»..
В 2005 году компания выпустила DVD плеер 4011.. В 2006 году выпустила впервые местный бренд LCD телевизоров. В 2007 году в перечень выпускаемой продукции добавились системы навигации GPS и софт для навигации Traffic GPS, а весной 2008 года на рынок был выпущен мобильный телефон на две SIM-карты.
В 2009 году, компания продала приблизительно 20 000 мобильных телефонов с 2 SIM под маркой Allview. В ноябре 2010 года компания объявила что в декабре 2010 году будет выпущен местный вариант планшета PC с операционной системой Google Chrome Android 2.1, с экраном в 7 дюймов и поддержкой технологии Wi-Fi.
Количество работников в 2009 году: 34
Доходы в 2008 году: 2,4 миллиона евро